# 北海道中央バス平岡営業所

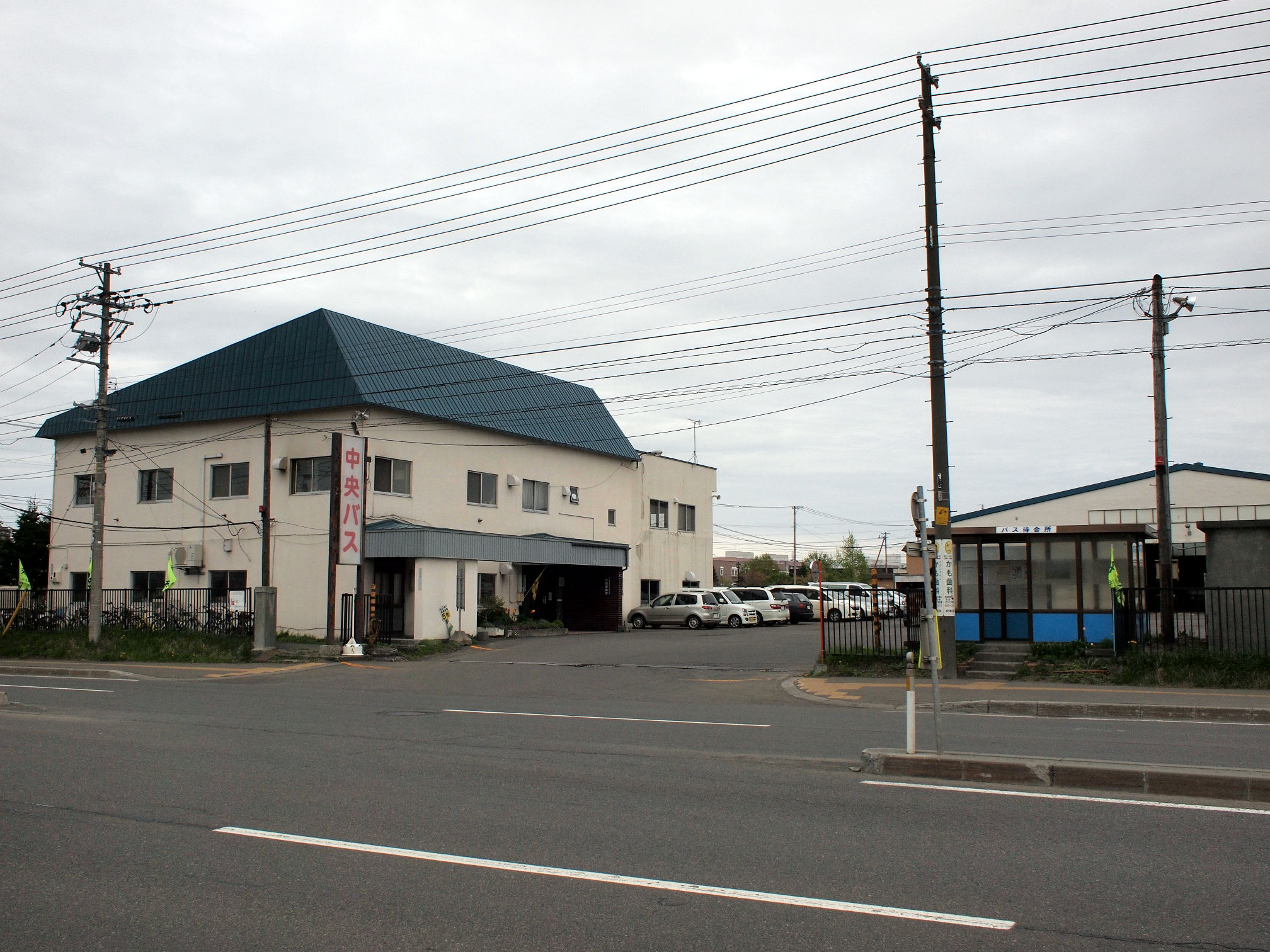
北海道中央バス 平岡営業所

北海道中央バス平岡営業所（ほっかいどうちゅうおうバスひらおかえいぎょうしょ）は、北海道中央バス（中央バス）が北海道札幌市清田区平岡3条1丁目1-20に設置する、バス事業部（旧・札幌事業部）に属する営業所である。

## 歴史
札幌営業所の廃止に伴い、1963年（昭和38年）6月21日に月寒東1条19丁目（現・月寒営業所および札幌第一観光バス本社）に札幌第三営業所として新設。1965年（昭和40年）10月21日に札幌南営業所と改称した。1969年（昭和44年）7月28日に現在地へ新築移転した上で平岡営業所に改称し貸切バスと日航線を担当。札幌南営業所跡地には月寒営業所が移り路線担当となった。
その後は大曲営業所新設や南郷営業所廃止などに伴う業務や担当路線の変更を経て現在に至る。

## 現行路線
都心や地下鉄各駅から清田区方面が中心。下記の他、他営業所が主担当の路線を運行する場合や、下記路線を他営業所が運行する場合がある。
1994年（平成6年）10月14日の地下鉄東豊線の福住駅延伸開業に伴い、路線が大きく再編されている。各路線説明にて「地下鉄福住延伸同日」とあるのは札幌市営地下鉄東豊線が福住駅まで延伸した1994年（平成6年）10月14日を示す。
- 一部の札幌駅前発着系統を短縮し、福住駅・月寒中央駅発着に振り替え。
- 系統番号を再編。それ以前は、この地区のバス路線には系統番号の前に「東」が冠されていたが、札幌駅前発着のものは漢字なしに、福住駅・月寒中央駅・南郷18丁目駅発着のものにはそれぞれ「福」「月」「南」が替わって付けられた。

札幌市交通局（札幌市営地下鉄）との連絡運輸（乗継割引）は太字（乗継指定）停留所・駅から、都心系統は郊外方面のみ、地下鉄駅発着系統は全区間が乗継指定区間となる。乗継割引に関する概要は、北海道中央バス#運賃形態、札幌市営地下鉄#乗継割引を参照。
2023年（令和5年）12月1日現在。「福住駅」は福住バスターミナル、「大谷地駅」は大谷地バスターミナルに発着する。

### 札幌都心 - 月寒、平岡
札幌駅前 - 豊平 - 月寒中央通 - 福住駅間「札幌駅前 - 北1条 - 南4条（往路）/南3条（復路） - 豊平橋 - 豊平3条8丁目 - 美園3条2丁目 - 豊平郵便局 - 月寒中央駅 - 福住駅」共通経路。

#### 月寒本線
- 74：札幌駅前 - 福住駅 - 札幌ドーム - 月寒東1条19丁目 - 農業研究センター
  - 地下鉄福住延伸同日、東80（札幌駅前 - 月寒ターミナル（1994年10月14日に「月寒営業所」に、2001年12月1日に「月寒東1条19丁目」に改称）・農業試験場（2002年12月1日に「農業研究センター」に改称）・平岡営業所）の農業試験場発着系統を福住駅発着に変更、系統番号を福80に変更。
  - 1995年（平成7年）
    - 4月1日、福80の農業試験場発着系統を全便札幌駅前発着に延長、系統番号を80に変更。
    - 12月1日、系統番号を74に変更。
- 80：札幌駅前 - 福住駅 - 札幌ドーム - 月寒東1条19丁目 - 清田団地入口 - 真栄 - 平岡営業所
  - 地下鉄福住延伸同日、東80（札幌駅前 - 月寒ターミナル・農業試験場・平岡営業所）の平岡営業所発着系統を一部福住駅発着に変更、変更便の系統番号は福80に変更。
  - 2002年（平成14年）12月1日、札幌駅前 - 月寒東1条19丁目系統を廃止。
  - 2006年（平成18年）12月1日、福80を札幌駅前発着に延長し、福80を廃止。

#### 月寒東線

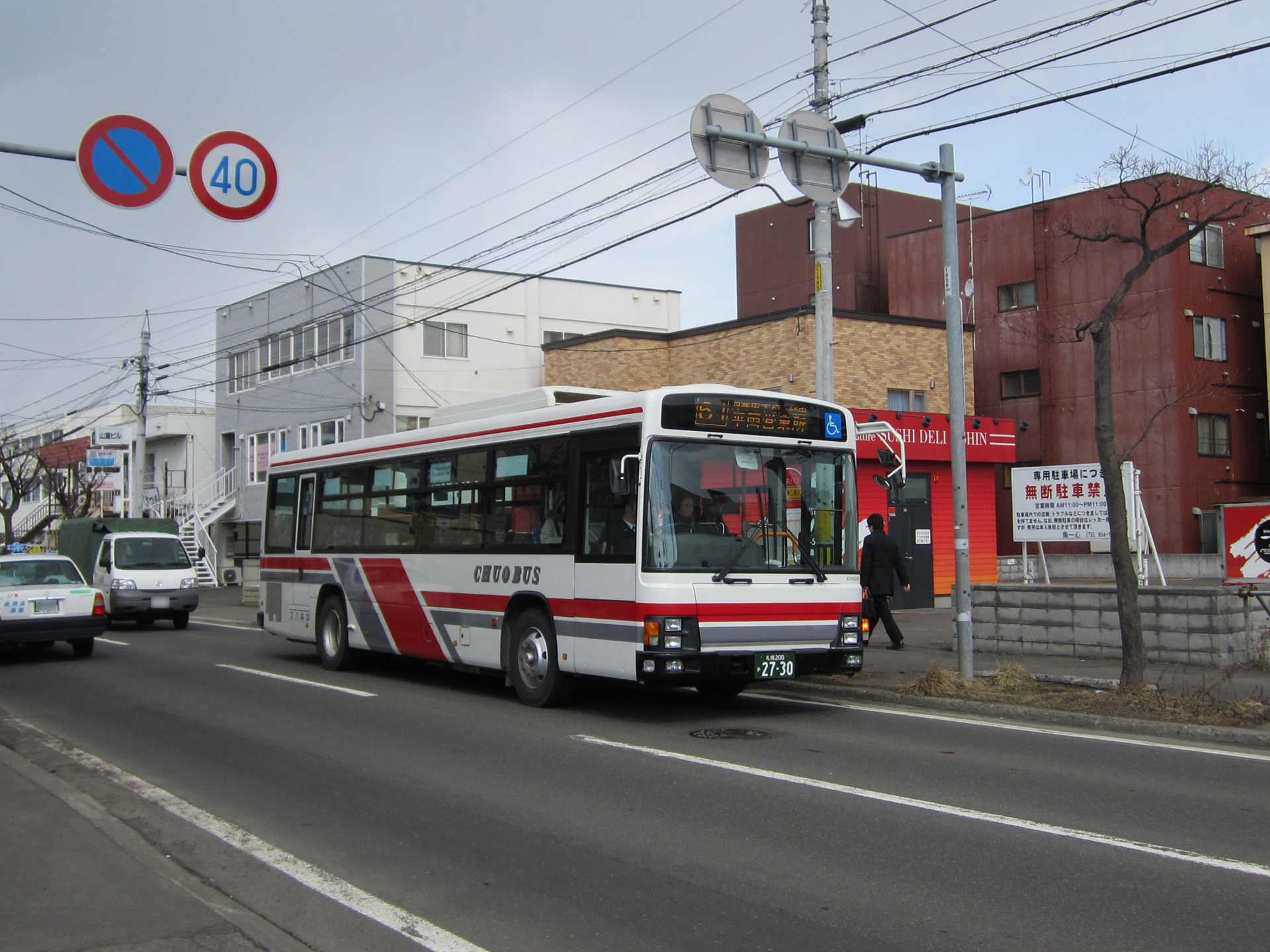
61 平岡営業所行

- 61：札幌駅前 - 豊平郵便局 - 月寒東2条1丁目 - 月寒中学校 - 月寒東5条10丁目 - 栄通16丁目 - 栄通17丁目 - 北野団地 - 北野6条5丁目 - 平岡営業所
  - 地下鉄福住延伸同日、東60（札幌駅前 - 東北通南（現在の栄通17丁目））を延長する形で担当開始。(ただし、系統番号は60系統)
  - 1995年（平成7年）12月1日、系統番号を61系統に変更。
  - 1998年（平成10年）12月1日、南郷営業所の廃止に伴い60系統（札幌駅前 - 栄通17丁目）も担当開始。
  - 2000年（平成12年）4月1日、60系統を廃止して61系統に統合。

#### 北野中央線
- 64・月64：札幌駅前 - 月寒中央駅 - 月寒東3条10丁目 - 月寒東3条18丁目 - 北野中学校 - 平岡営業所
  - 月64は月寒中央 - 平岡営業所の区間便。
  - 地下鉄福住延伸同日、東64（札幌駅前 - 平岡営業所）の全便を月寒中央駅発着に短縮、系統番号を月64に変更。
  - 1995年4月1日、月64系統の一部を札幌駅まで再度延長し、64系統を設定。

### 平岸・福住 - 平岡、清田

#### 清田団地線（福住）
- 福85：福住駅 - 札幌ドーム - 月寒東1条19丁目 - 清田団地入口 - 清田5条3丁目 - 清田団地中央 - 清田9条3丁目 - ヒルズガーデン清田
- 福86：福住駅 - （同経路） - 清田5条3丁目 - 清田6条2丁目 - 清田団地
  - 85 札幌駅前行の一部は急行便等の速達運転を行っていたが、2020年（令和2年）4月1日より普通便に振り替え全便が各停留所停車となった[6]。
  - 2003年（平成15年）10月1日、85・福85の終点を清田9条3からヒルズガーデン清田に延長。
  - 2023年（令和5年）12月1日、85・86 札幌駅前発着系統を福85・福86に振り替え[7]。

#### 平岸線
- 平50：平岸駅 - 平岸3条9丁目 - 豊平区役所 - 西岡2条1丁目 - 月寒西2条10丁目 - 福住駅 - 札幌ドーム - 月寒東1条19丁目 - 清田団地入口 - 真栄 - 平岡営業所
  - 地下鉄福住延伸に伴い、以下の系統を廃止・統合して設定された。
    - 東50 平岸線 札幌駅前 - 幌平橋 - 平岸駅 - 美園7条7 - 月寒中央通7 - 月寒中央通10 - 月寒ターミナル
    - 東51 平岸線 （札幌駅前 - ）幌平橋 - 平岸駅 - 美園7条7 - 月寒中央通7 - 月寒中央通10
    - 東81 南平岸線 札幌駅前 - 八条中学校前 - 平岸7条13 - 月寒中央通10

  - この際、平岸線の系統変更により減便された札幌駅前 - 平岸駅 - 平岸7条13の区間には(79)西岡平岸線が、平岸駅 - 美園7条7 - 月寒中央通7（月寒中央駅前）の区間には(平78)平白線（現在廃止）が設定されている。
  - 2014年（平成26年）12月1日、幌平橋 - 平岸駅 - 平岡営業所系統を廃止[8]。

#### 福住・平岡線、緑ヶ丘団地線
- 福51・福52：福住駅 - 月寒東3条17丁目 - 北野2条2丁目 - 北野中学校 - 平岡3条2丁目 - イオンモール札幌平岡 - 里塚4条3丁目 - 緑ヶ丘5丁目 - ライブヒルズ南 - 東栄通
- 福99：福住駅 - （同経路） - イオンモール札幌平岡 - 桂台団地 - 緑ヶ丘団地 - ライブヒルズ南 - 東栄通
  - 福51 福住・平岡線（福住駅←イオンモール札幌平岡）
    - 2005年（平成17年）4月1日、一部便を除き終点をジャスコ平岡店（2012年4月1日より「イオンモール札幌平岡」に改称）から里塚4条3に延長。
    - 2024年（令和6年）4月現在、大曲営業所から変更[9][10]。
    - 2025年（令和7年）4月1日、福住駅 - 里塚4条3丁目系統を廃止[11]。

  - 福52・福99 緑ヶ丘団地線
    - 1995年（平成7年）4月1日、月98（月寒中央駅前 - 北野通 - 緑ヶ丘団地）を新設。
    - 1997年（平成9年）11月4日、月99（月寒中央駅前 - 北野通 - 緑ヶ丘団地 - ライブヒルズ中央）を新設。
    - 2000年（平成12年）4月1日、月99の終点をライブヒルズ中央から東栄通に延長。
    - 2008年（平成20年）4月1日、月98・月99を廃止し、起点を福住駅に変更して福99を新設。
    - 2020年（令和2年）4月1日、福52新設[12]。
    - 2024年（令和6年）4月現在、大曲営業所から変更[9][10]。

### 南郷18丁目 - 平岡、清田

#### 清田団地線（南郷18丁目、平岡営業所）
- 南85：南郷18丁目駅 - 北野5条2丁目 - 北野1条2丁目 - 札幌国際大学 - 清田3条2丁目 - 清田5条3丁目 - 清田団地中央 - 清田9条3丁目 - ヒルズガーデン清田
- 南77：南郷18丁目駅 - （同経路） - 清田3条2丁目 - 清田市営住宅 - 清田西公園 - 清田団地
- 平岡営業所 - 真栄 - 清田団地入口 - 清田3条2丁目 - 清田5条3丁目 - 清田団地中央 - 清田9条3丁目 - ヒルズガーデン清田
- 平岡営業所 - 真栄 - 清田団地入口 - 清田3条2丁目 - 清田5条3丁目 - 清田6条2丁目 - 清田団地
  - 1997年（平成9年）
    - 4月1日、南77を新設。
    - 11月4日、平岡営業所系統新設。

  - 2003年（平成15年）10月1日、南85の終点を清田9条3からヒルズガーデン清田に延長。
  - 2023年（令和5年）4月1日、南86 南郷18丁目駅 - 清田5条3丁目 - 清田6条2丁目 - 清田団地を廃止[13]。

#### 北野線

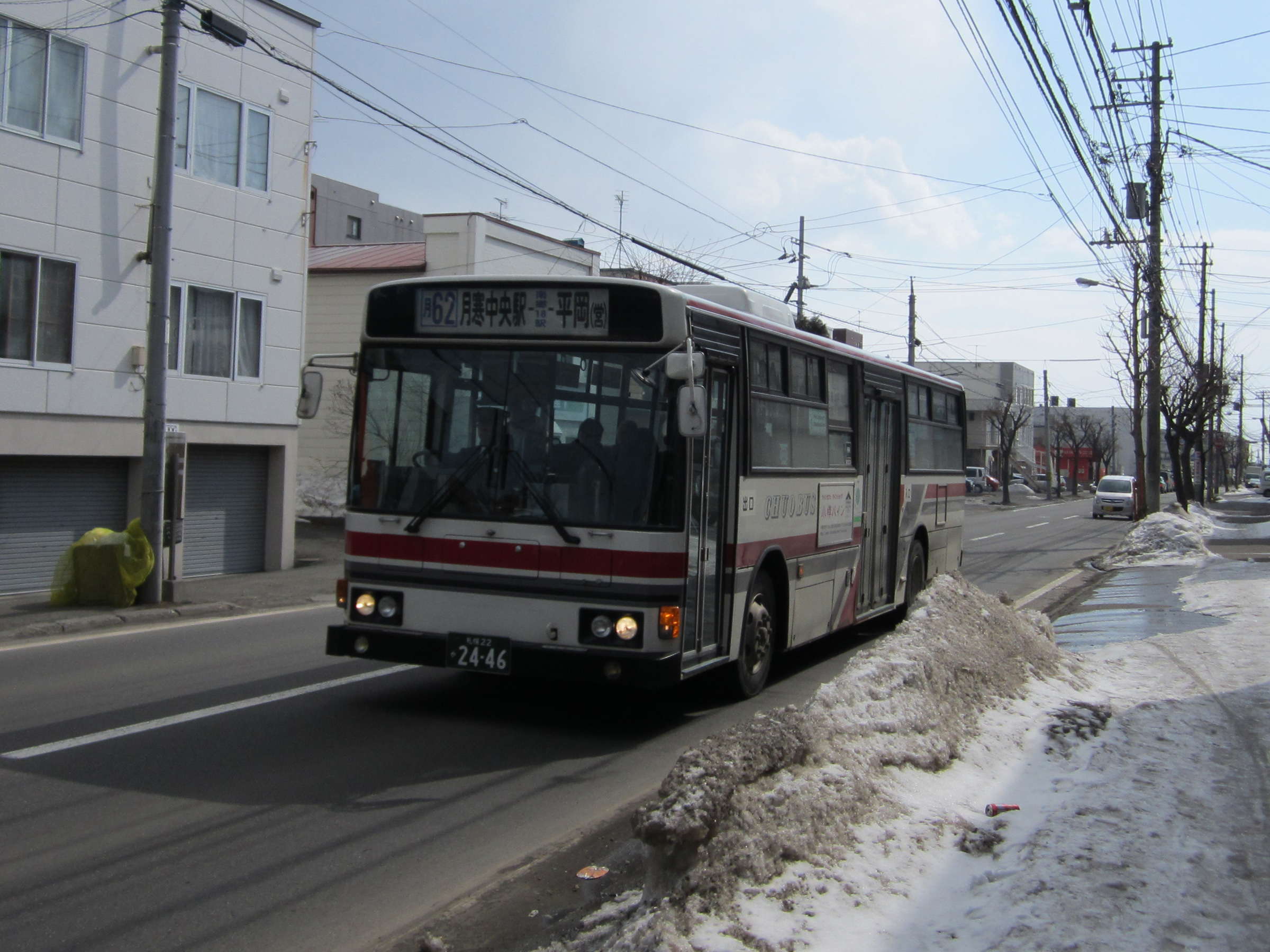
月62 月寒中央駅行

- 月62・南62：月寒中央駅 - 月寒東5条10丁目 - 栄通16丁目 - 南郷通17丁目 - 南郷18丁目駅 - 北野5条2丁目 - 北野1条2丁目 - 清田団地入口 - 清田区役所 - イオンモール札幌平岡
  - 南62は南郷18丁目 - イオンモール札幌平岡の区間便。
  - 1996年（平成8年）12月1日、月62を南郷18丁目駅経由に変更し南62を大幅減便。
  - 2013年（平成25年）4月1日、終点を平岡営業所からイオンモール札幌平岡に変更[14]。

### 大谷地 - 平岡

#### 平岡ニュータウン線
- 大66・大67：大谷地駅 - 大谷地西6丁目 - 北野4条5丁目 - 平岡小学校 - 平岡6条3丁目 - 平岡高校 - イオンモール札幌平岡 - 清田区体育館 - 真栄 - 平岡営業所
  - 大66は大谷地 - イオンモール札幌平岡間の区間便。2000年（平成12年）10月11日イオン札幌平岡ショッピングセンター（現・イオンモール札幌平岡）開店に伴い、終点を(旧)平岡5条6（平岡公園駐車場前）から延長。
  - 大67は1997年（平成9年）11月4日開設。

#### 平岡シュヴァービング線
- 大70：大谷地駅 - 大谷地西6丁目 - 北野4条5丁目 - 平岡シュヴァービング
  - 1998年（平成10年）4月1日開設。

## 休廃止路線
平岡梅林公園シャトルバス
- 福住駅・札幌ドーム・月寒東1条19丁目・清田団地入口・真栄 - 平岡梅林公園
  - ゴールデンウィーク頃の観梅期間運行の臨時便で、2019年（令和元年）の運行をもって廃止[15][16]。

大谷地線
- 福63・福68：福住駅 - 月寒東2条16丁目 - 栄通16丁目 - 南郷通17丁目 - 南郷18丁目駅 - 北野団地 - 北野6条5丁目 - 平岡営業所 - 真栄
  - 福63は福住 - 平岡営業所の区間便。
  - 1996年（平成8年）12月1日、福63を南郷18丁目駅経由に変更し南63 南郷18丁目駅 - 平岡営業所を大幅減便。
  - 1997年（平成9年）11月4日、福68を新設。
  - 2011年（平成23年）4月1日、南63を廃止。
  - 2023年（令和5年）4月1日、廃止[13]。

## 関連事業所
西友清田案内所（廃止）
- 札幌市清田区平岡1条1丁目1-3 西友清田店内
  - 2021年（令和3年）9月30日の営業をもって廃止。近隣の平岡営業所は定期乗車券の予約取次を行っていたが、同年9月1日より即時発行とするなど業務を引き継ぐ[17]。